# 羽後長野站
羽後長野站（日语：／ Ugo-nagano eki */?）是一座位於秋田縣大仙市的東日本旅客鐵道（JR東日本）田澤湖線的鐵路車站。

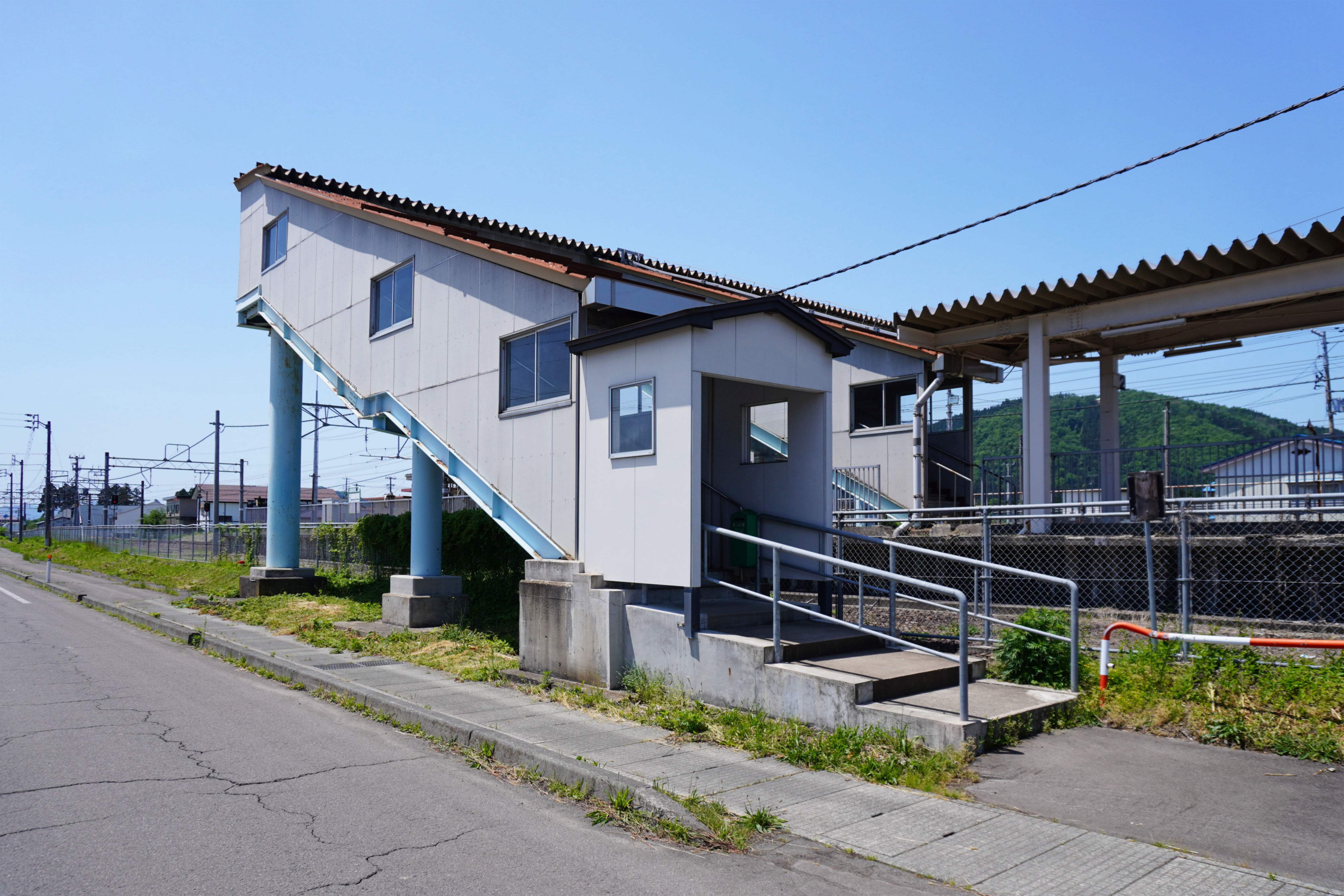
東口（2024年5月）

## 車站構造

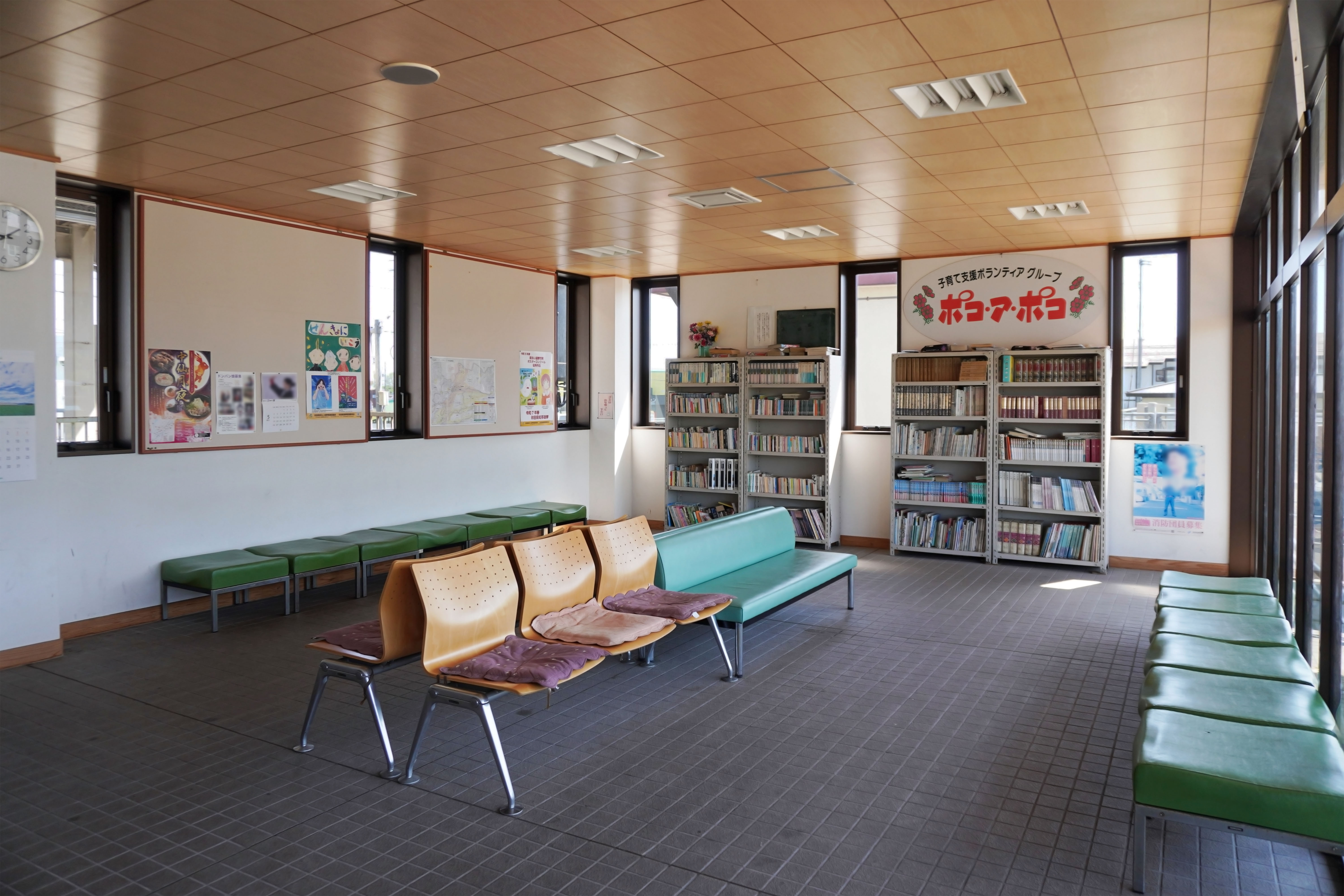
車站內部（2024年5月）

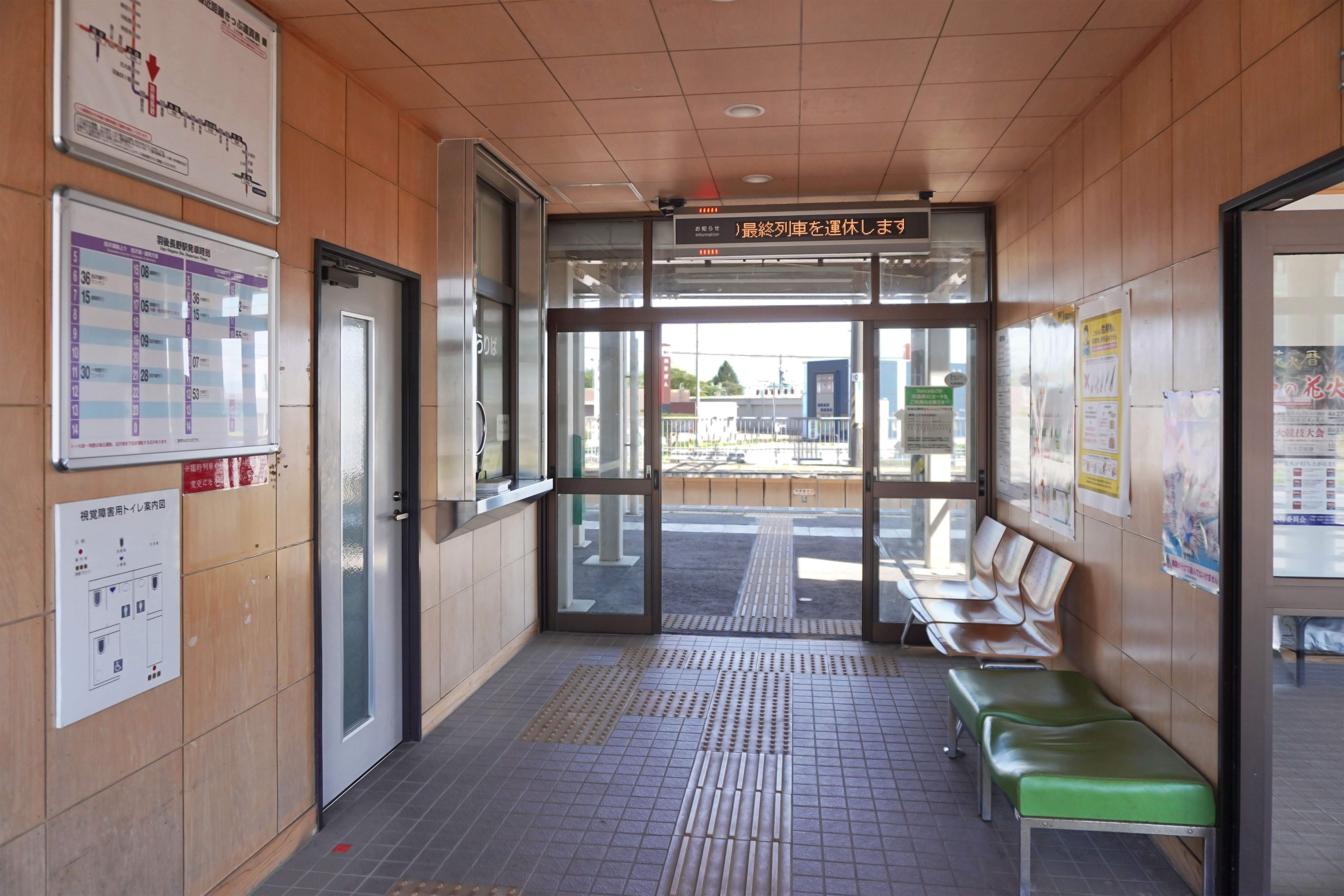
驗票口（2024年5月）

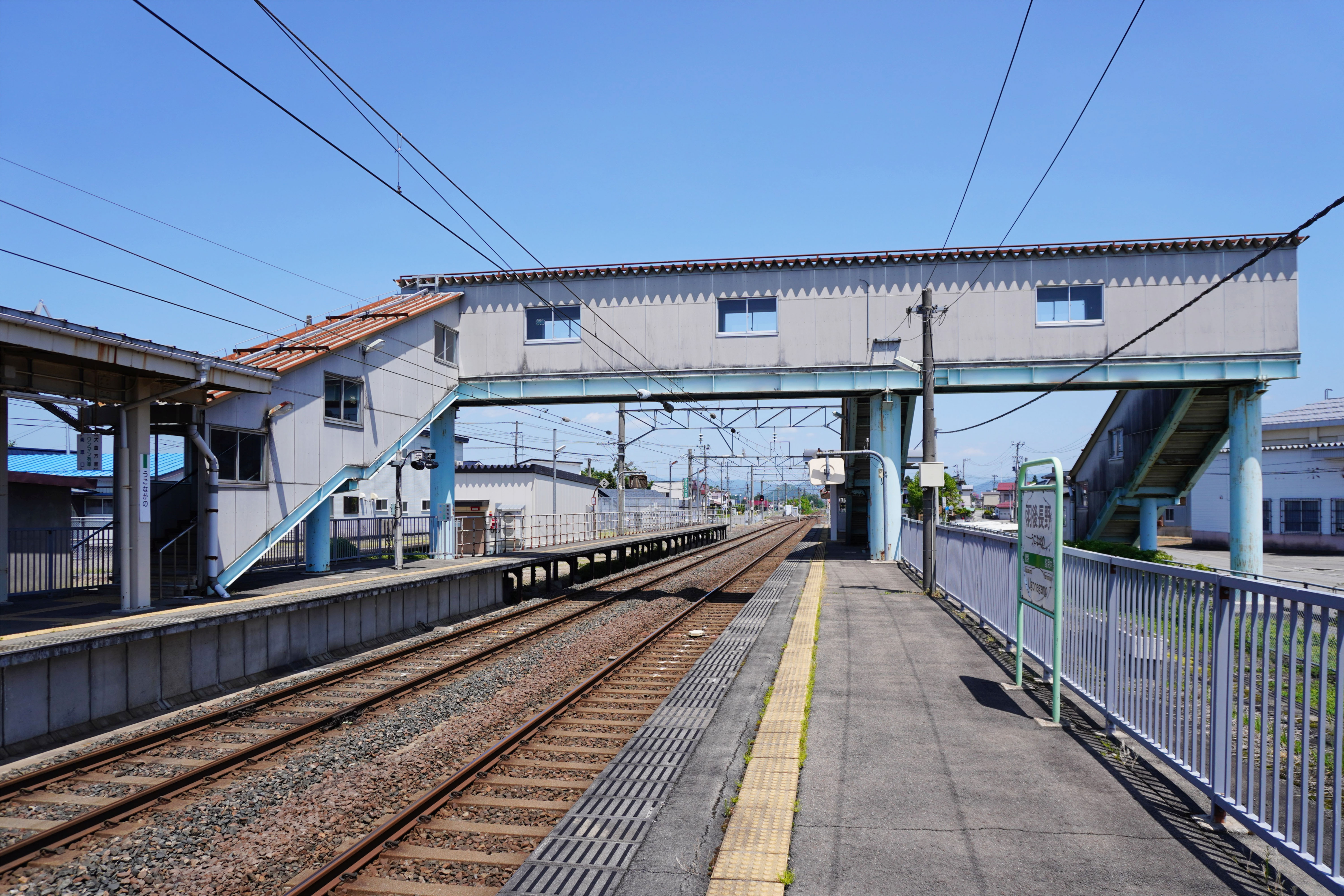
月台（2024年5月）

一個相對式月台，2面2線，設有天橋橫跨軌道。啟用初時設有站舍，在2008年12月經過JR東日本秋田建築技術中心的設計與施工，在2009年3月15日，新的站舍完工，此站舍同時設有公共設施的功能。車站是由角館車站管理的簡易委託站。

### 月台配置
| 月台 | 路線      | 方向 | 目的地         |
| ---- | --------- | ---- | -------------- |
| 1、2 | ■田澤湖線 | 上行 | 角館、盛岡方向 |
| 1、2 | ■田澤湖線 | 下行 | 大曲方向       |

## 利用狀況
| 乘車人員變化 | 乘車人員變化 |
| 年度         | 1日平均人數  |
| ------------ | ------------ |
| 2000         | 140          |
| 2001         | 133          |
| 2002         | 144          |
| 2003         | 145          |
| 2004         | 143          |
| 2005         | 122          |
| 2006         | 106          |
| 2007         | 89           |
| 2008         | 95           |
| 2009         | 112          |
| 2010         | 114          |

## 历史
- 1921年（大正10年）7月30日：車站啟用。
- 1981年（昭和56年）12月25日：成為簡易委託站。
- 1987年（昭和62年）4月1日：因國鐵分割民營化，本站成為東日本旅客鐵道的車站。
- 2009年（平成21年）3月15日：第二代站舍啟用[1]。

## 車站周邊
- 國道105號
- 秋田縣道259號長信田羽後長野停車場線
- 秋田縣道253號角館長野線
- 秋田縣道306號豐岡長野線
- 秋田縣道256號土川中仙線
- 大仙市政廳中仙綜合分所（前中仙町政廳）
- 中仙郵局
- 中仙道之驛
- 大仙市中仙市民會館「Don-Pal」
- 八乙女公園
  - 八乙女溫泉「櫻花莊」
  - 八乙女球場
- AEON中仙店

## 相鄰車站
東日本旅客鐵道
■田澤湖線
鶯野－羽後長野－鑓見內

## 相關項目
- 日本鐵路車站列表

## 外部連結
- JR東日本 羽後長野站 （页面存档备份，存于）